# Zeddiani
Zeddiani è un comune italiano di 1 117 abitanti della provincia di Oristano in Sardegna, nella regione del Campidano di Oristano.

## Storia
L'area fu abitata già in epoca nuragica per la presenza sul territorio di alcuni nuraghi.
Nel medioevo appartenne al Giudicato di Arborea, e fece parte della curatoria del Campidano di Oristano.
Alla caduta del giudicato (1410) entrò a far parte del marchesato di Oristano. Sconfitti definitivamente gli arborensi, nel 1478 passò sotto il dominio aragonese, parte dei feudi della famiglia Carroz.
Nel 1767 il re di Sardegna Carlo Emanuele III di Savoia incluse il paese nel marchesato di Arcais, feudo dei Flores Nurra, ai quale rimase fino all'abolizione dei feudi (1839), quando fu a loro riscattato per divenire un comune amministrato da un sindaco e da un consiglio comunale.

### Simboli
Lo stemma e il gonfalone del comune di Zeddiani sono stati concessi con decreto del presidente della Repubblica del 13 giugno 2002.
Nello stemma semipartito troncato sono raffigurati un grappolo d'uva in campo porpora, sette spighe di grano, impugnate e legate di rosso, in campo azzurro, e una corona marchionale su sfondo verde.
Il gonfalone è un drappo tagliato di giallo e di rosso.

## Società

### Evoluzione demografica
Abitanti censiti

### Lingue e dialetti
La variante del sardo parlata a Zeddiani è il campidanese oristanese.
| Periodo         | Periodo         | Primo cittadino         | Partito                                | Carica  | Note   |
| --------------- | --------------- | ----------------------- | -------------------------------------- | ------- | ------ |
| 23 aprile 1995  | 9 giugno 1996   | Giovanni Desogus        | lista civica                           | Sindaco | [ 5 ]  |
| 9 giugno 1996   | 16 aprile 2000  | Virgilio Bonarino Pinna | lista civica                           | Sindaco | [ 6 ]  |
| 16 aprile 2000  | 8 maggio 2005   | Efisio Maria Carta      | lista civica                           | Sindaco | [ 7 ]  |
| 8 maggio 2005   | 30 maggio 2010  | Efisio Maria Carta      | lista civica                           | Sindaco | [ 8 ]  |
| 30 maggio 2010  | 31 maggio 2015  | Laura Angela Solinas    | lista civica "Zeddiani cresce con noi" | Sindaco | [ 9 ]  |
| 31 maggio 2015  | 26 ottobre 2020 | Claudio Pinna           | lista civica "Zeddiani cresce con noi" | Sindaco | [ 10 ] |
| 26 ottobre 2020 | in carica       | Claudio Pinna           | lista civica "Comunidadi per Zeddiani" | Sindaco | [ 11 ] |